# Area marina protetta Isola di Bergeggi
L'area marina protetta Isola di Bergeggi è un'area marina protetta che è stata istituita con decreto del Ministero dell'ambiente il 7 maggio 2007 ed è situata in provincia di Savona di fronte al comune di Bergeggi.
Prende il nome dall'isola omonima, che insieme a Punta Predani costituisce un sito di interesse comunitario (SIC). Sempre nell'area marina protetta, sono sito di importanza comunitaria anche i fondali Noli - Bergeggi.
Ad attestare l'importanza dell'area marina protetta si segnala anche la bandiera blu delle spiagge ricevuta a partire dal 1997, e il Sistema di Gestione Ambientale ISO14001, dal 2007.

## Descrizione
L'area è stata divisa in tre zone di salvaguardia, dette A, B e C. In tutte le zone non sono consentite le attività che possono creare turbamento delle specie vegetali e animali, tra cui la balneazione, la navigazione, l'ancoraggio, l'ormeggio, l'utilizzo di moto d'acqua, lo sci nautico, la pesca subacquea, la pesca, l'acquacoltura.

### Zona A
La zona A (riserva integrale) comprende il tratto di mare prospiciente la costa sud dell'Isola di Bergeggi. Sono qui consentite le attività di soccorso, sorveglianza e servizio, la ricerca scientifica autorizzata, le immersioni subacquee guidate e quelle autorizzate.

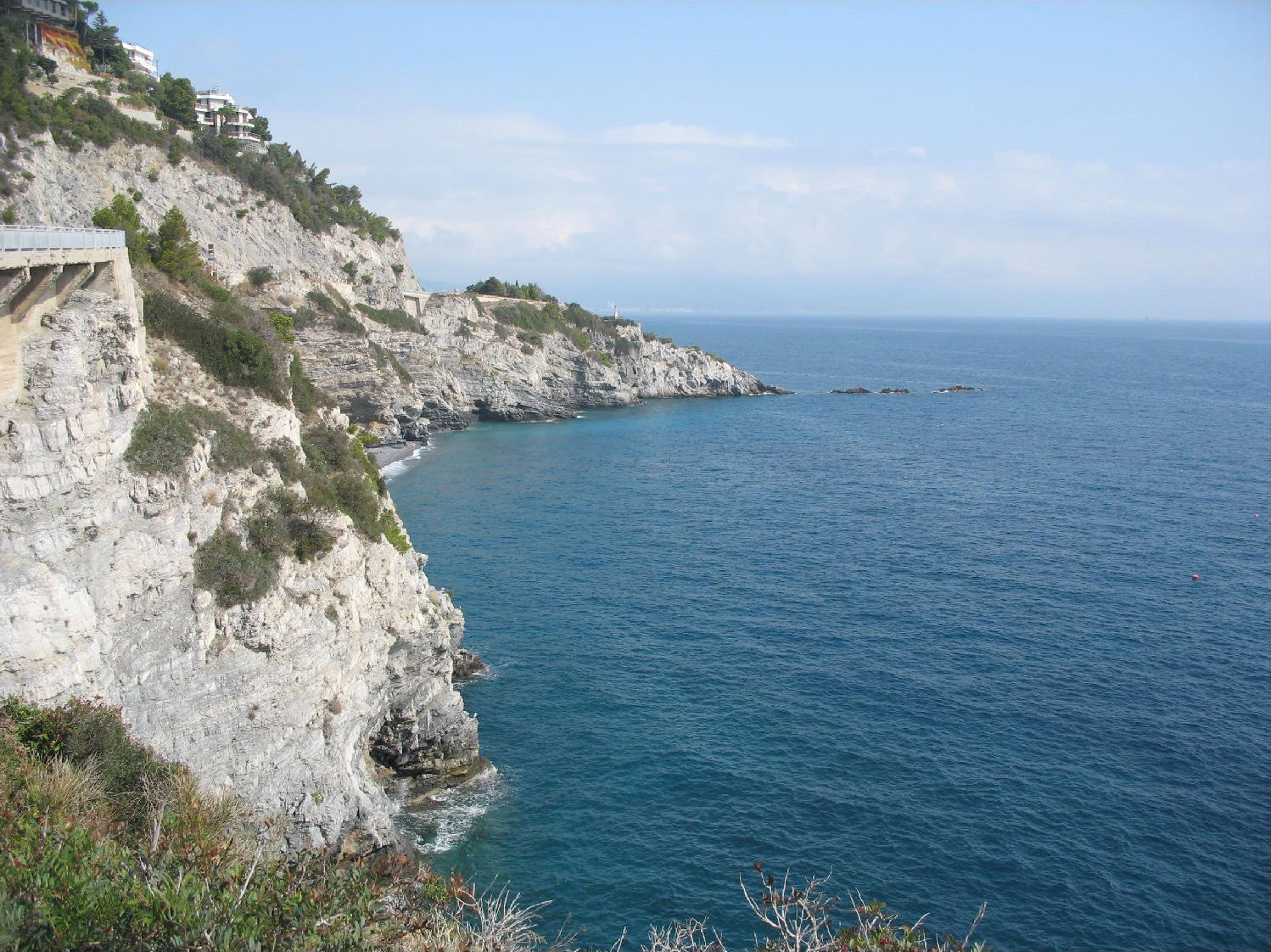
Parte del tratto di costa incluso nella zona B e C.

### Zona B
La zona B (riserva generale) comprende il tratto di mare circostante l'Isola di Bergeggi, il tratto di mare prospiciente la costa della Punta Predani.
Tale zona è caratterizzata da vincoli più larghi: oltre a quanto consentito in zona A è concessa la balneazione, la navigazione a vela, a remi e alle imbarcazioni, fatta eccezione per le moto d'acqua, a velocità non superiore a cinque nodi, l'ormeggio in zone autorizzate, la pesca artigianale, la pesca sportiva, l'accesso alla Grotta di Bergeggi.

### Zona C
La zona C (riserva parziale) comprende il residuo tratto di mare all'interno del perimetro dell'area marina protetta.
Ulteriori attività sono consentite: la navigazione, ad eccezione delle moto d'acqua, a velocità non superiore a dieci nodi, l'ancoraggio in zone autorizzate.

## Ente gestore
La gestione è affidata provvisoriamente al comune di Bergeggi.

## Subacquea
La riserva riveste un grande interesse per la subacquea, con alcuni interessanti punti di immersione di interesse naturalistico.
Tre sono i principali punti di immersione in prossimità dell'isola:
- il Pifferaio
Immersione facile[5], adatta ai principianti, che digrada dai 9 metri lentamente fino ai 18 metri di profondità.
- la Franata
Immersione intermedia, si spinge dai 20 fino ai 30 metri di profondità[5]. Durante l'immersione notturna è facile incontrare esemplari di Alicia mirabilis.
- il Canalone
Un canalone roccioso si immerge dai 7 fino ai 10 metri circa di profondità, ricco[5] di gronghi, murene, aragoste e castagnole. Talvolta si possono trovare anche esemplari piuttosto grandi di rana pescatrice.
- la Grottina
Frequentata dai principianti si trova in località Torre del mare, è una grotta raggiungibile dalla spiaggia. Il tunnel subacqueo sbocca in una grotta aerea, frequentata dai turisti.